# 達魯機場
達魯機場（英語：Daru Airport）是一個位於巴布亞新畿內亞西部省達魯之民用機場。

## 航空公司及目的地
- 巴布亞新畿內亞航空 (阿瓦巴，巴利莫，莫爾茲比港，Tabubil)
- 天跨航空 (凱恩斯)

## 外部連結
- 機場資料 （页面存档备份，存于）

## 備註
1. ↑  AYDU機場資訊 由 DAFIF (2006年10月生效)